# Ferran Carballido i Enrich
Ferran Carballido i Enrich (Barcelona, 24 d'agost de 1983) és intèrpret de flabiol i compositor.
Els seus primers contactes amb el món de la sardana i la música en general els va rebre del seu pare, Jordi Carballido, intèrpret de tenora. L'any 1993 va iniciar els estudis musicals amb Òscar Igual i l'any següent, amb aquest mateix mestre, va començar a rebre classes de flabiol. Des del 1997 fins al 2003 va formar-se sota la supervisió de Jordi León al Conservatori del Liceu. Finalment, el seu darrer mestre va ser Marcel Sabaté i Reixach (2003-2005). Després d'anys d'experiència en diferents cobles, el 2013 comença una intensa formació musical amb Lluís Vergés i Soler, amb el qual estudia i amplia coneixements d'harmonia i orquestració.
Debuta com a músic de cobla l'agost del 1994 amb la Cobla Andorra com a col·laborador i aprenent. Després passà per la Cobla Ciutat d'Igualada (1995-1997), la Cobla Jovenívola de Sabadell II (1998-2000), Cobla Laietana (2000-2003), Cobla Ciutat de Terrassa (2003-2005), Cobla Premià (2006) i la Jovenívola de Sabadell (2007-2013). El febrer de 2013 entra a la Cobla-Orquestra Internacional Montgrins. Des del 2014 és component de la nova cobla Punt Cat, que va donar el seu concert d'estrena a l'església dels Caputxins de Sarrià amb un concert per a flabiol i orgue de Carballido. Compta ja amb més de trenta sardanes estrenades, d'entre les quals podem destacar títols com Pedra angular (2012), De Ses Illes al Principat (2016), Englantina roja (2013), Cops amagats (Premi popular Ceret-Banyoles 2015) o Si encara hi fossis... (2017) 

## Obra
- «Llista de les seves composicions».   Sardanista.cat. [Consulta: agost 2016].